# Vil·la romana de la Pineda
La vil·la romana de la Pineda, dita també vil·la romana de Cal·lípolis, és una vil·la romana a La Pineda (Vila-seca). Està inclosa a l'Inventari  del Patrimoni Arqueològic i Paleontològic de Catalunya.

## Recerca
A la segona meitat del segle xix es realitzaren prospeccions superficials a la zona amb la intenció de trobar la Cal·lípolis del poema d'Aviè, però les troballes localitzades llavors no s'han pogut identificar amb precisió. A partir de l'any 1950, una nova revifalla de l'interès per emplaçar la mítica ciutat comportà noves prospeccions i la realització d'un vol aeri que permeté la localització d'una vil·la romana a la partida del Prat d'Albinyana, a uns 5 km de Tarragona i a 4 km de Vila-seca. En un primer moment la vil·la fou batejada amb el nom de vil·la romana de Cal·lípolis, per la creença d'haver trobat les restes de la població esmentada per Aviè. La primera excavació es va fer el 1955. El 1960 s'hi va trobar l'anomenat «Mosaic dels Peixos», que està exposat al Museu Nacional Arqueològic de Tarragona
La recerca es va parar després i no va continuar fins al 1991 i les excavacions van durar fins al 2003; la nova propietària dels terrenys, l'Autoritat Portuària de Tarragona, va permetre actuacions de prospecció i delimitació que han donat peu a excavacions en extensió que han inclòs una part significativa de la vil·la. El resultat d'aquestes actuacions és la constatació d'un extens assentament que va existir durant set segles a uns 300 metres de l'actual línia de mar.

## Descripció
L'element més destacable del jaciment és el seu conjunt termal. La seva construcció exemplifica un costum social estès a conseqüència d'un context econòmic favorable en què els espais residencials rurals comptaven amb banys privats. Així doncs, la presència d'àmbits termals esdevé constant a la major part dels assentaments de l'ager Tarraconensis, i és una característica pròpia de finals del segle I i del segle ii. Abans de l'emergència de la vil·la ja hi havia una explotació rústica però el nou model va aparèixer al final del segle I aC.
S'han trobat restes ceràmiques tardorepublicanes i es constata una primera fase arquitectònica al segle I; durant la segona meitat del segle II es va produir l'eclosió urbana del jaciment amb la definició d'una gran vil·la articulada entorn d'un pati central i amb un extens conjunt termal. Quant a l'abandonament de l'assentament, les dades ceràmiques i estratigràfiques indiquen clarament la seva continuïtat durant l'antiguitat tardana i si bé no hi ha proves, probablement va subsistir fins al final de l'època visigoda de la mateixa manera que va passar a altres vil·les; els indicis del segle VII són molt dèbils i els únics elements recuperats pertanyents a aquest període responen a l'interior del propigneum del darrer moment termal.
Els inicis també estan poc documentats, ja que les construccions posteriors (segle I i II) que van replanar el terreny van esborrar les restes anteriors; les restes ceràmiques del segle I són escasses. Es defineix un conjunt d'estances articulades entorn d'un hortus que mesurava aproximadament uns 49 per 36 m i que s'havia creat per sobre d'estructures prèvies. És un edifici en forma d'U amb proves de porticat a les cares internes i també a la façana més meridional; el braç central recull una sèrie d'estances delimitades per murs de maçoneria i carreus a les cantonades i als muntants de les portes.
La majoria de les estances es troben pavimentades en opera signina decorades amb rengleres d'una tessel·la de marbre blanc. Les estances comunicaven entre elles i estaven disposades entorn d'un corredor-distribuïdor que vorejava l'hortus central. Hi ha documentada una cisterna d'on sembla néixer la conducció que subministrava l'aigua a la piscina frigidària; la capa freàtica és poc fonda i permetia l'obtenció de l'aigua del conjunt termal i d'altra banda, l'àrea rústica de l'assentament necessitava igualment aigua potable. Destaca també la presència de dos pous d'aigua, diverses basses i la identificació d'una àmplia zona d'emmagatzematge

## Història
Entorn de finals del segle II o inicis del III es va produir una alteració urbana de l'assentament a partir de l'ampliació del conjunt termal i la modificació de l'àrea residencial. Destaca la construcció a l'angle occidental del pati d'un gran annex termal de planta rectangular que comportà la reducció de la superfície de l'hortus i el trencament del seu passadís perimetral. Juntament amb aquest afegit, els banys originals patiren l'abandó de la piscina del caldari i petits canvis a l'àrea frigidària.
A la primera meitat del segle IV es dona un procés de contracció física de l'assentament. Diverses àrees perifèriques són abandonades i aprofitades per instal·lar-hi petites àrees funeràries de cronologia imprecisa per manca d'excavació. Segurament en aquest moment l'annex termal fou transformat i va adquirir una funcionalitat desconeguda (per manca de proves arqueològiques); els indicis manifesten la impossibilitat de conservar uns banys termals de magnitud i fins i tot s'hauria pogut produir la interrupció de les pràctiques termals.
Durant la segona meitat del segle IV o primera meitat del V es produí una reducció, o bé reconstrucció, dels espais termals de les fases anteriors. Al segle vi se superposen, sobre les suspensurae aixecades en la fase prèvia, dos nous hipocaustos dels quals només resten les pilae i el propigneum. A diferència de les fases termals anteriors, els nous recintes es caracteritzen per la reutilització important de material constructiu espoliat d'obra antiga.